# Somerton (Somerset)
Somerton – miasto i civil parish w Wielkiej Brytanii, w Anglii, w hrabstwie Somerset, w dystrykcie (unitary authority) Somerset, położone nad rzeką Cary między Yeovil i Street. W centrum charakterystyczny ośmiokątny budynek Market Cross. W 2011 roku civil parish liczyła 4697 mieszkańców.  
Istnieją przypuszczenia, że miasto było stolicą królestwa Wessex (871 do 901). Somerton jest wspomniana w Domesday Book (1086) jako Sumer/Summertone/Sumertona.